# Obeidia aurantiaca
Obeidia aurantiaca är en fjärilsart som beskrevs av Alphéraky 1892. Obeidia aurantiaca ingår i släktet Obeidia och familjen mätare. Inga underarter finns listade i Catalogue of Life.